# Comuna de Nowy Duninów
Nowy Duninów (polaco: Gmina Nowy Duninów) é uma gminy (comuna) na Polónia, na voivodia de Mazóvia e no condado de Płocki. A sede do condado é a cidade de Nowy Duninów.
De acordo com os censos de 2004, a comuna tem 3899 habitantes, com uma densidade 26,9 hab/km².

## Área
Estende-se por uma área de 144,79 km², incluindo:
- área agricola: 22%
- área florestal: 66%

## Demografia
Dados de 30 de Junho 2004:
|                      | Total   | Total | Mulheres | Mulheres | Homens  | Homens |
| -------------------- | ------- | ----- | -------- | -------- | ------- | ------ |
|                      | pessoas | %     | pessoas  | %        | pessoas | %      |
| População            | 3899    | 100   | 2002     | 51,3     | 1897    | 48,7   |
| Densidade (pop./km²) | 26,9    | 100   | 13,8     | 13,8     | 13,1    | 13,1   |

De acordo com dados de 2002, o rendimento médio per capita ascendia a 1309,32 zł.

## Subdivisões
- Brwilno, Brwilno Dolne-Soczewka, Duninów Duży, Dzierzązna, Kamion-Grodziska, Karolewo-Nowa Wieś, Lipianki, Nowy Duninów, Popłacin, Stary Duninów, Środoń-Brzezinna Góra, Trzcianno-Jeżewo, Wola Brwileńska.

## Comunas vizinhas
- Baruchowo, Brudzeń Duży, Gostynin, Łąck, Płock, Stara Biała, Włocławek